# Chrysotachina setifera
Chrysotachina setifera är en tvåvingeart som först beskrevs av Townsend 1915.  Chrysotachina setifera ingår i släktet Chrysotachina och familjen parasitflugor.
Artens utbredningsområde är Peru. Inga underarter finns listade i Catalogue of Life.